# 矢奈比売神社

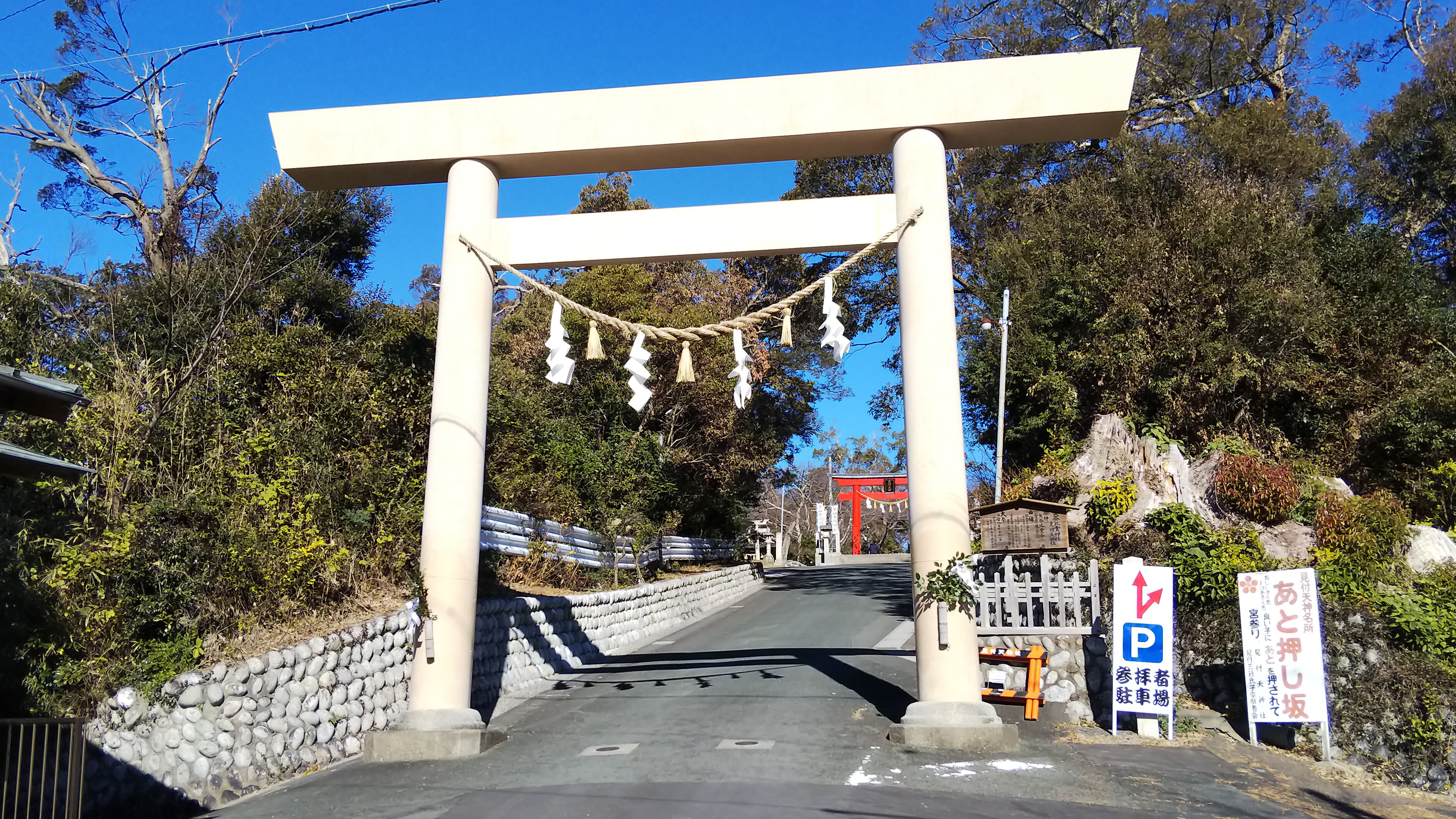
一の鳥居

矢奈比売神社（やなひめじんじゃ）は、静岡県磐田市見付にある神社。式内小社で、旧社格は旧県社。見付天神（みつけてんじん）の通称で知られる。

## 祭神

### 主祭神
- 矢奈比売大神

『神名帳考証』によると、八野若日女命とされている。

### 配祀
- 菅原大神
- 火之迦具土神
- 表筒男神
- 中筒男神
- 底筒男神

## 歴史
創建年代は不詳。文献上の初見は『続日本後紀』承和7年（840年）6月に従五位下の神階を授けるという記事であり、貞観2年（860年）1月17日には正五位上を授かった。『延喜式神名帳』には小社に列している。
正暦4年（993年）には、太宰府天満宮より菅原大神を勧請したといい、以後は「見付の天神様」「見付天神」と呼ばれ崇敬された。慶長8年（1603年）には、徳川家康より神領50石を寄進された。東海道五十三次の宿場町の一つである見附宿の鎮守とされていた。

## 霊犬悉平太郎伝説

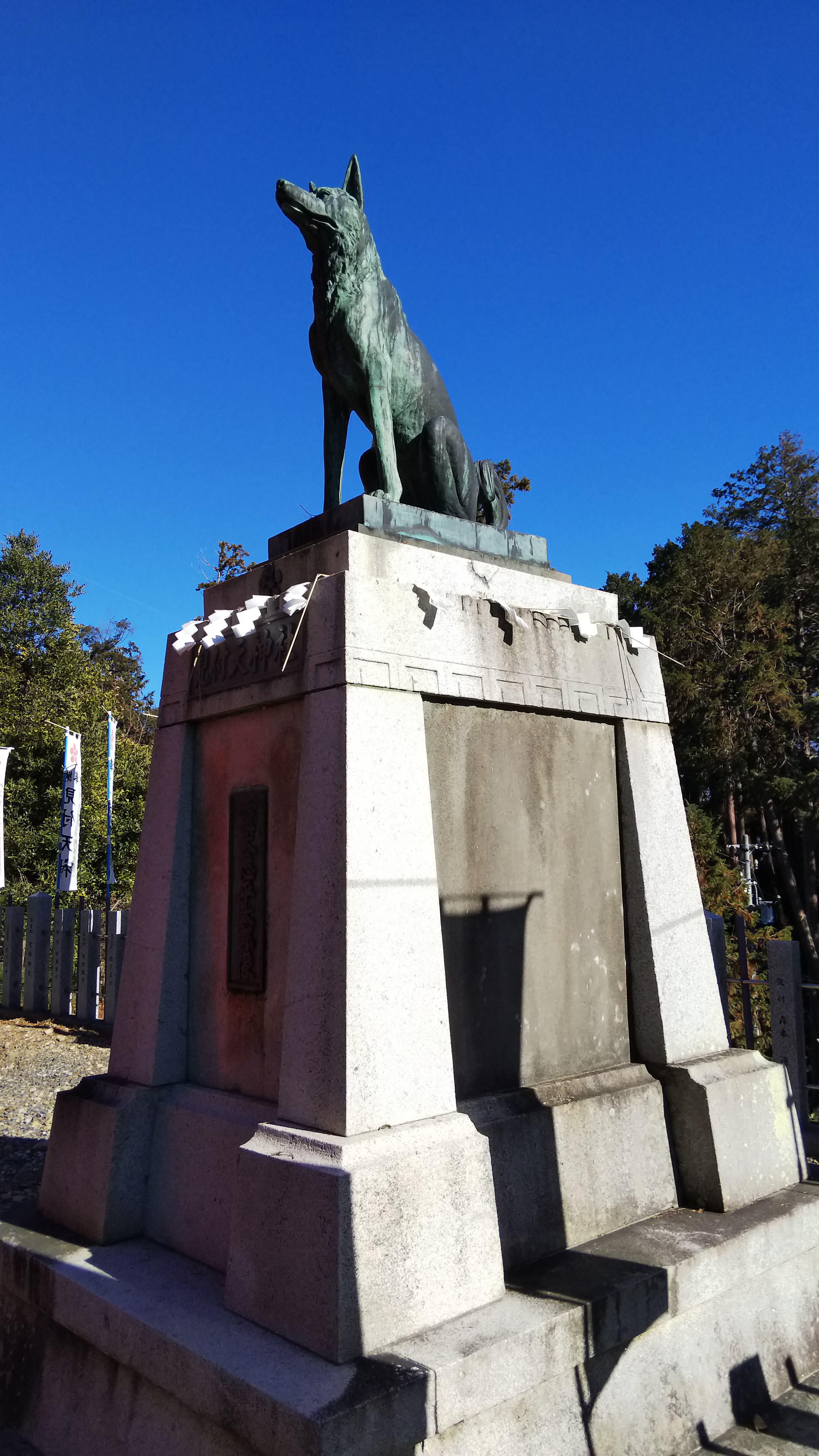
霊犬悉平太郎銅像

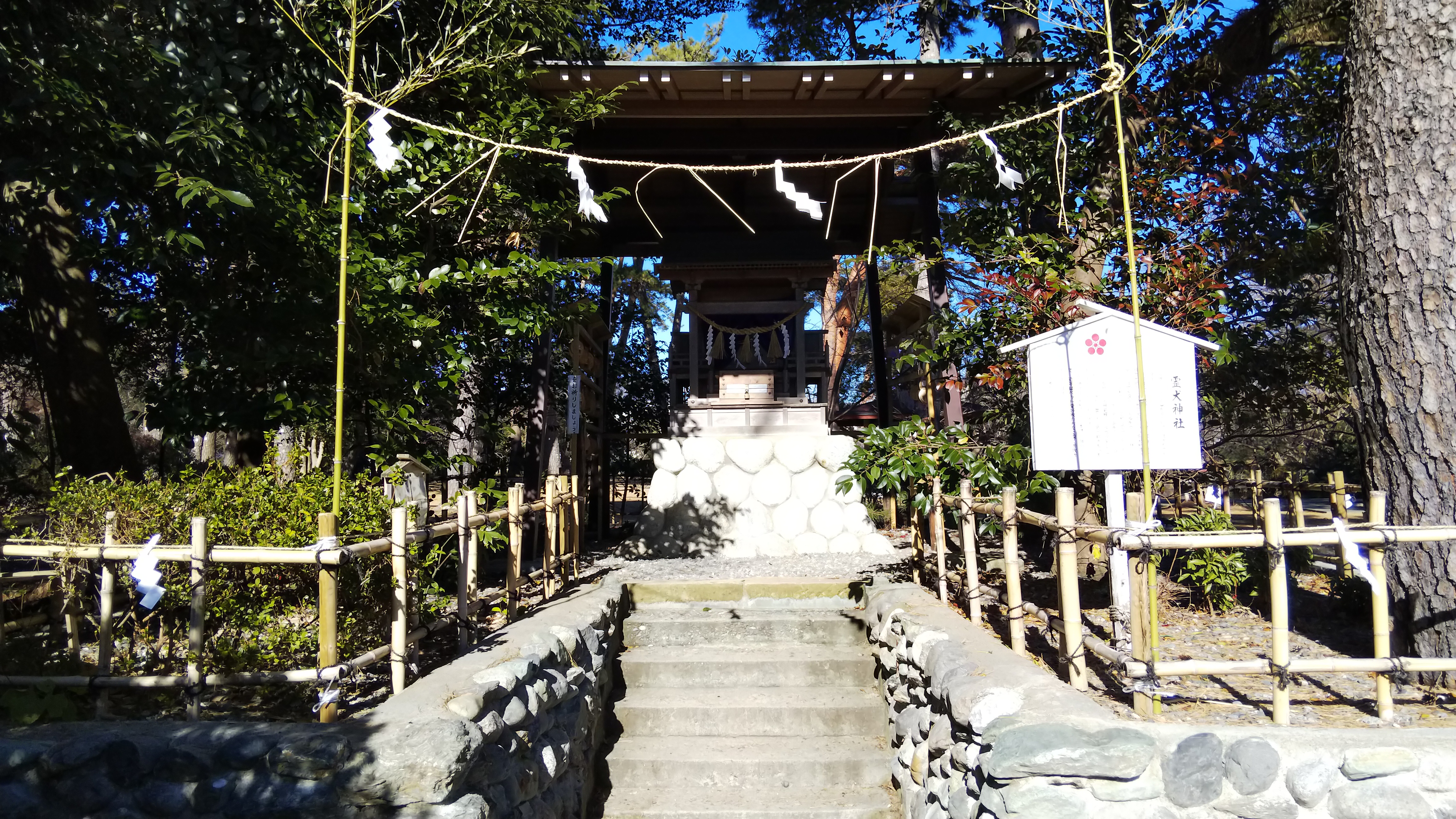
霊犬神社

この伝説は、当社やその他各地で語られているものであるが、その内容は類型的である。また、悉平太郎（しっぺいたろう）の名は、伝わる地方により異なり、悉平太郎の出身地である光前寺では早太郎（はやたろう）と呼ばれる。
見付の里では、毎年8月の初めになると、どこからともなく飛んで来た「白羽の矢」が、ある家の屋根に突き刺さっており、矢を立てられた家は年番といい、年番はその家の娘を生きたまま柩に入れて、8月10日の真夜中に見付天神へ供え、供えられた娘は、生贄として地響きと共に現れた怪神によって食い殺されるという恐ろしいしきたりがあった。これを破ると田畑が荒れ里が凶作に苦しむことになるため里人は泣く泣くこのしきたりを守っていた。
延慶元年（1308年）8月、雲水と呼ばれる旅の僧が見付の宿へ通りかかったところ、この祭りに遭遇し、楽しいはずの祭りなのに里人が悲しい表情をしていることから、話を伺ったところ、この祭りを知ったとされる。見付の里の鎮守であるはずの神様がそのような悪行をするはずがないと訝った雲水が、祭りの夜にその正体を確かめようと神社に向かい身を潜めていると、現れたのは神ではなく恐ろしい怪物であり、「信濃の国の悉平太郎に知らせるな。今宵今晩このことは、悉平太郎に知らせるな」と言いながら柩ごと娘をさらって去っていった。
雲水は怪物を打ち破るため、怪物の恐れる悉平太郎を求めて信濃国へ向かうが、そのような名前の人物は見当たらず、更に根気よく探していると、それは伊那の光前寺で飼われている犬であることが分かった。雲水は住職に事情を話し、借受の許可をいただくと、悉平太郎を連れて見付に戻った。
見付に戻った頃には翌年の8月になっており、この年も年番の屋根に白羽の矢が立っており、雲水は里人と相談し、娘の代わりに悉平太郎を柩に入れて供えたところ、悉平太郎は現れた怪物と一夜に渡って激しく戦い、見事退治に成功した。怪物の正体は歳を経た猿の妖怪「狒々」であった。見付の里人は、悉平太郎の立派な働きぶりに心から感謝し、大般若経六百巻を書き写して光前寺へ奉納した。
境内北部にある霊犬神社（れいけんじんじゃ）では、霊犬悉平太郎が祀られている。磐田市のPRキャラクター「しっぺい」は、悉平太郎をモデルとしたものである。
悉平太郎の出身地である光前寺は現在の長野県駒ヶ根市に位置し、この話が縁となり、 昭和42年（1967年）1月12日から磐田市と駒ヶ根市は友好都市関係となっている。

## 境内

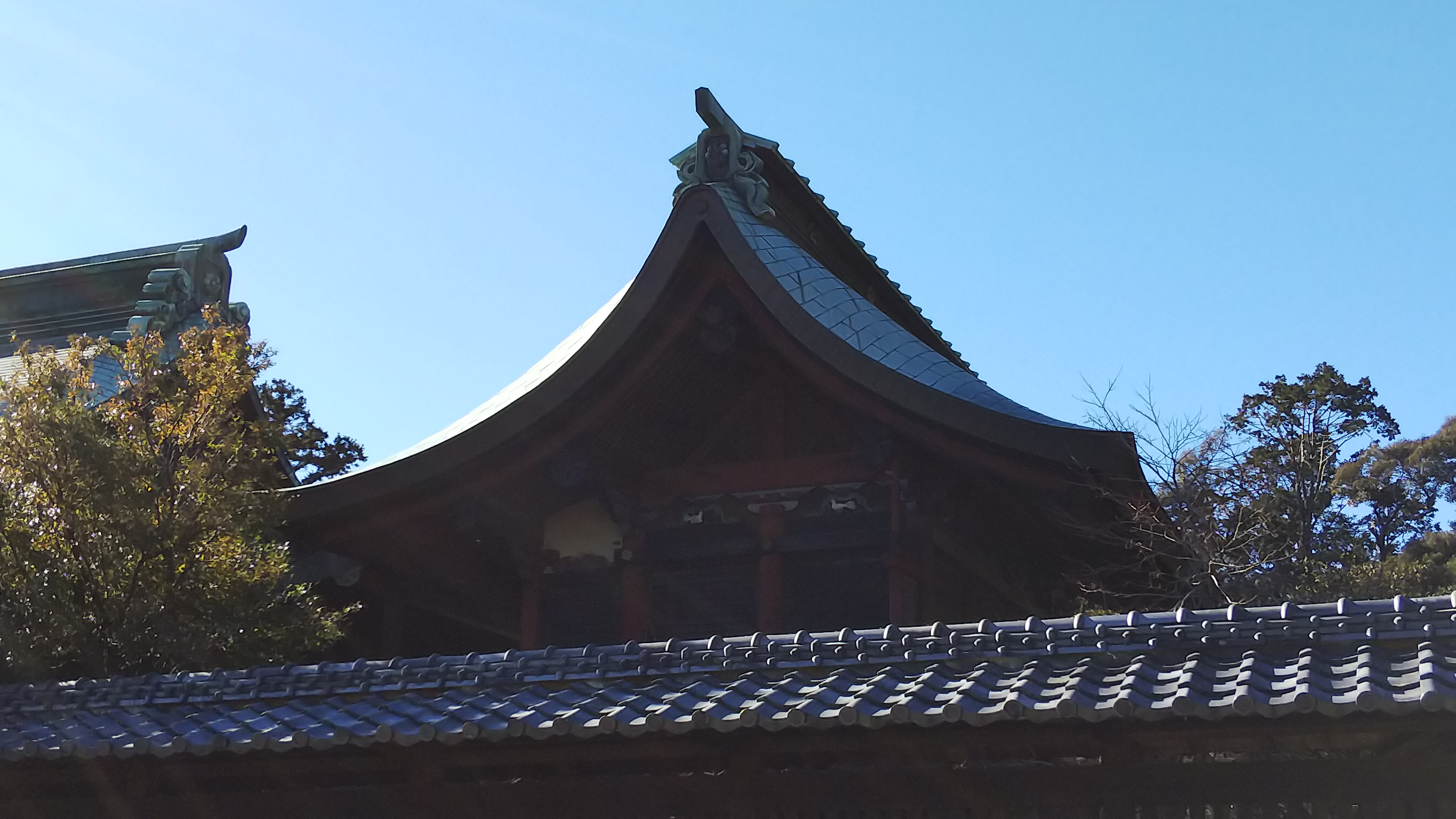
本殿
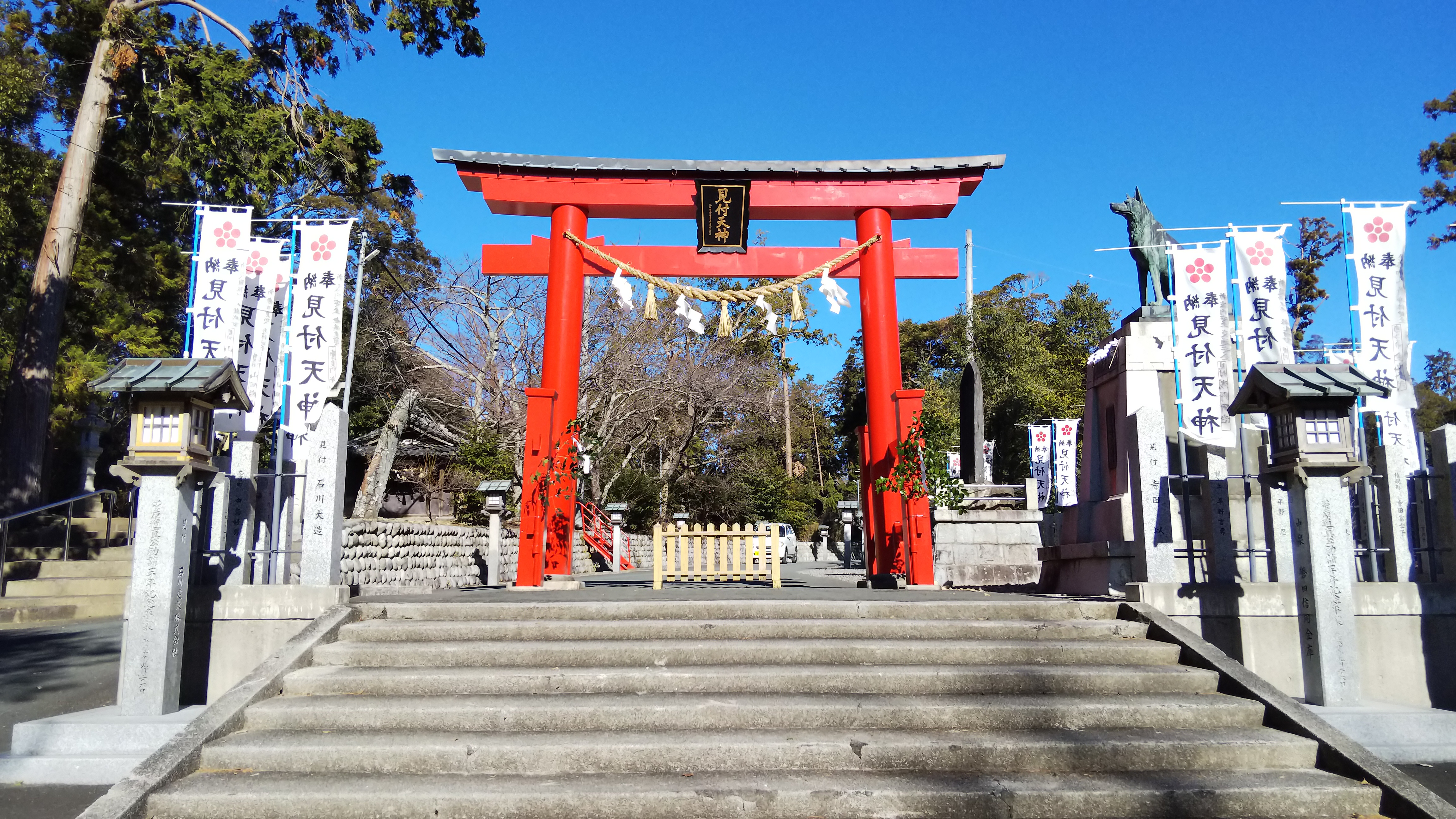
二の鳥居
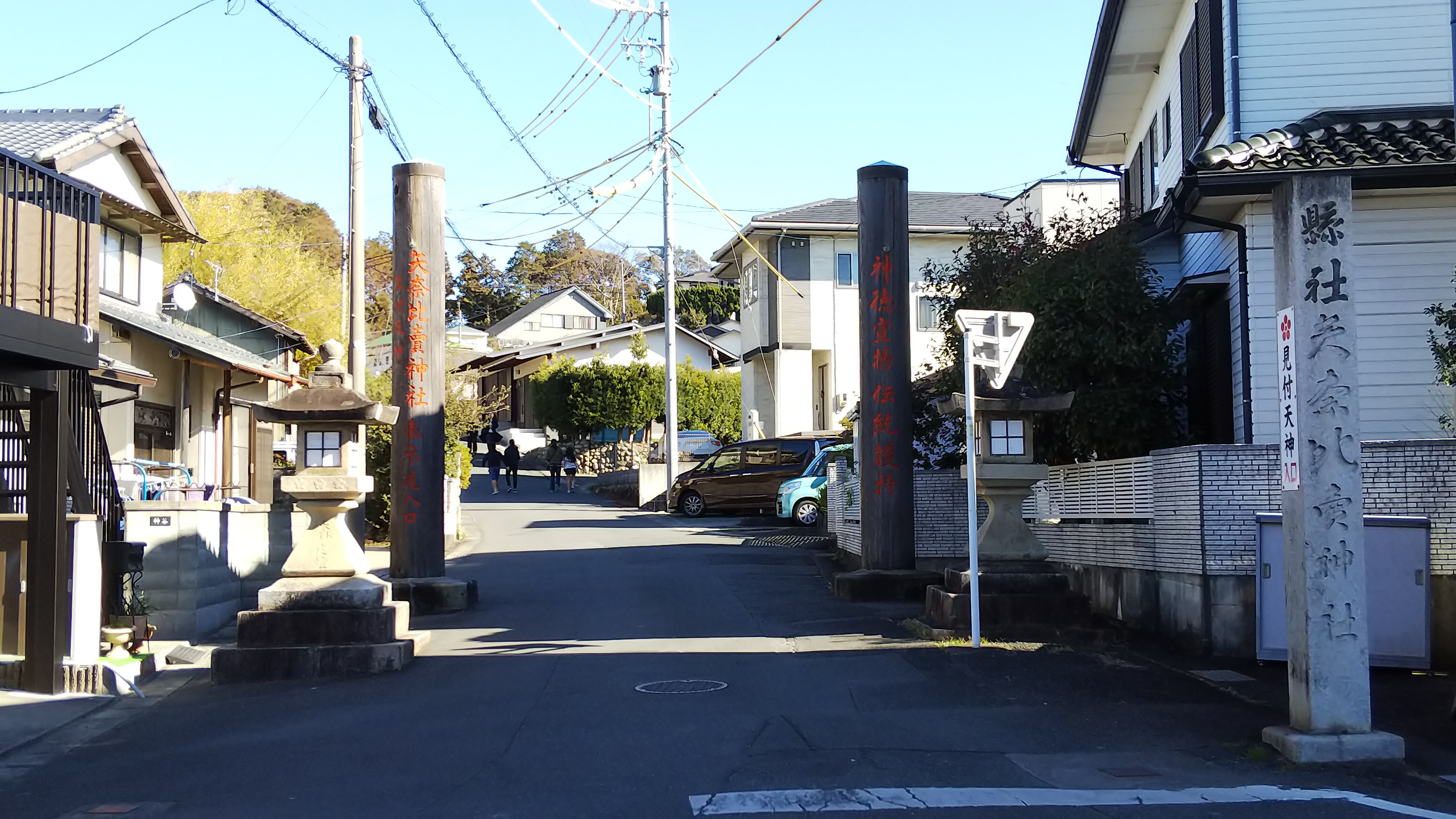
入口石標

## 文化財

### 重要無形民俗文化財（国指定）
- 見付天神裸祭 - 2000年12月27日指定
  - 矢奈比売神社の祭神が遠江の総社である淡海國玉神社へ渡御する神事を中心とする祭で、旧暦8月10日直前の土曜・日曜に開催される[1]。